# Risto Rasa

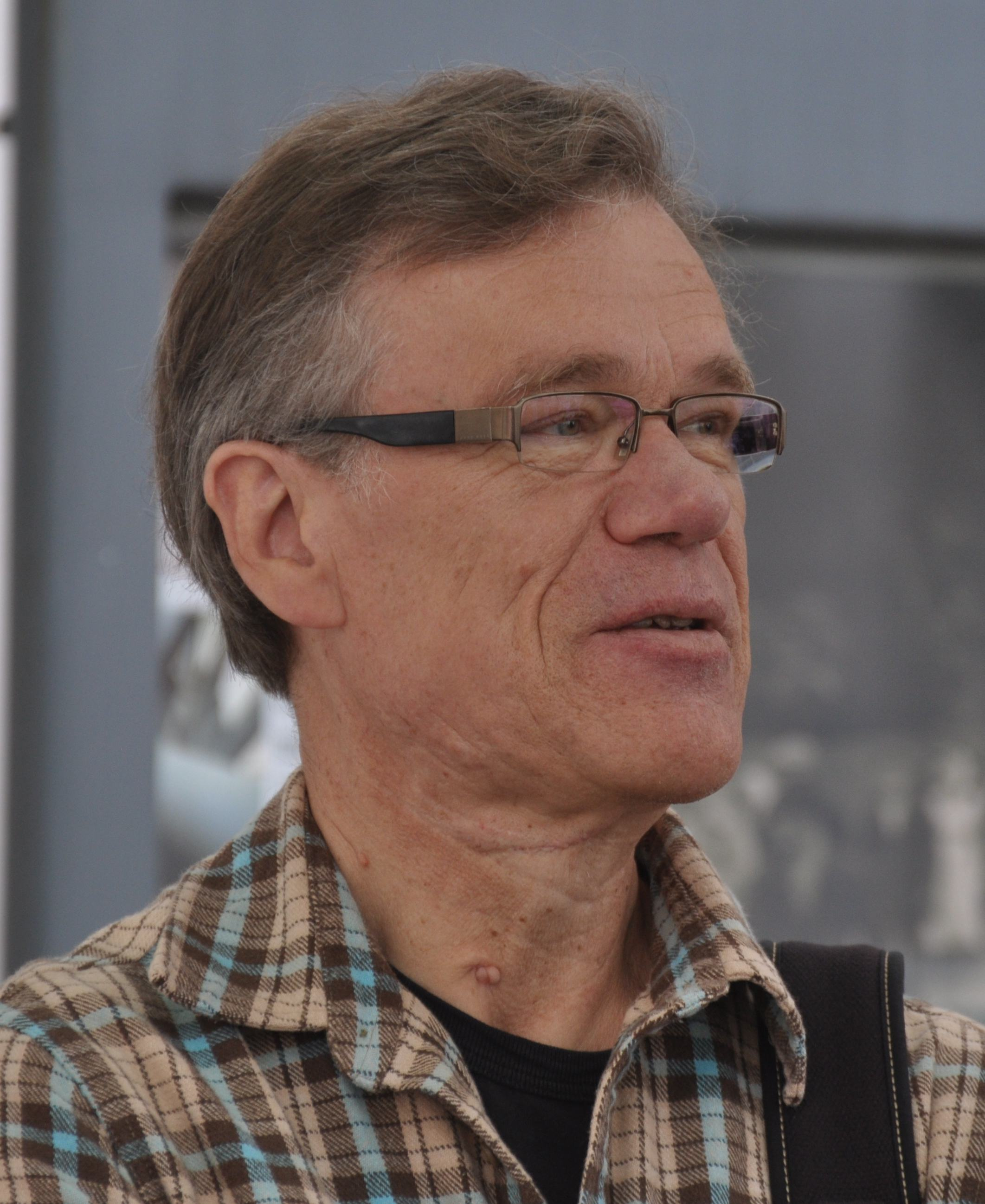
Risto Rasa.

Risto Olavi Rasa, född 29 april 1954 i Helsingfors, är en finländsk poet. Han arbetar som bibliotekarie i Somero. Han skriver korta och träffande dikter företrädesvis om naturen, hemmets krets och kärleken.

## Poesi
- Metsän seinä on vain vihreä ovi (1971)
- Kulkurivarpunen (1973)
- Hiljaa, nyt se laulaa (1974)
- Kaksi seppää (1976)
- Rantatiellä (1980)
- Laulu ennen muuttomatkaa (dikter 1971–1980, 1982)
- Taivasalla (1987)
- Tuhat purjetta (dikter 1971–1990, 1992)

## På svenska
- Grå, svart och brun som luffarens är sparvens dräkt (i urval och tolkning av Göran Torrkulla, Horisont, 1978)

## Priser och utmärkelser
- Eino Leino-priset 1996